# Na vařený nudli
Na vařený nudli (1988) je druhé studiové album Nerezu. Obsahuje 9 písniček a je rámováno dvěma verzemi instrumentální skladby Střemhlav. Obal vytvořil Michal Cihlář.

## Písně
1. Střemhlav I – 2:11 (Vít Sázavský)
2. Na vařený nudli – 5:44 (Vít Sázavský / Zuzana Navarová)
3. Kočičí hlavy – 4:05 (Zdeněk Vřešťál)
4. Naboso – 4:09 (Zuzana Navarová)
5. Černá voda – 2:55 (Zdeněk Vřešťál / Josef Kainar)
6. Načerno – 3:04 (Zuzana Navarová)
7. Dušičky – 2:07 (Zdeněk Vřešťál)
8. Naruby – 4:12 (Zdeněk Vřešťál / Zuzana Navarová)
9. Yburan omažyp – 3:06 (Vít Sázavský / Zdeněk Vřešťál)
10. O samotě – 4:31 (Zuzana Navarová)
11. Střemhlav II – 1:39 (Vít Sázavský)

## Obsazení

### Nerez
- Zuzana Navarová – zpěv (2–6, 8, 10), sbor (7, 9, 11), scat (1), rejže (1, 11), triangl (1, 11), Panova flétna (2), tamburína (2, 5, 9), řehtačka (2), rolničky (2), chimes (3), buben Vašek (3, 8), cabasa (4), claves (4), činel (4, 9), zvoneček (4, 7), ráfek (6), cuíca (6), cencerro (9), kastaněty (10), luskání (2), tleskání (5, 8)
- Vít Sázavský – zpěv (2, 6, 9), sbor (4, 5, 7, 8, 11), scat (1), kytary (1, 2, 3, 4, 6, 9, 10), hrací mlýnek (1), templbloky (2), cencerro (2), buben Vašek (2, 4, 5), tamburína (2), vibrafon (6), Golden Delicious (6), luskání (2), tleskání (5, 8)
- Zdeněk Vřešťál – zpěv (3, 7), sbor (2, 4, 5, 8, 9), kytara (3, 8), rejže (1, 11), tleskání (5, 8)
- Vladimír Vytiska – kontrabas (1–6, 8–11), sbor (2, 5, 7, 8), tleskání (8), dřeva (9)
- Václav Bratrych – tenorsaxofon sólo (2, 10, 11), sopránsaxofon sólo (2)

### Hosté
- Laura a její tygři (2)
  - Karel Šůcha – sbor, basová kytara
  - Petr Svatoch – sbor, bicí
  - Jiří Ryvola – sbor, elektrická kytara
  - Bohumil Vitásek – sbor, akustická kytara
  - Roman Pašek – sbor, altsaxofon, barytonsaxofon
  - Martina Fialová – sbor, tenorsaxofon
  - Martin Miškovský – sbor, trubka
  - Martin Pošta – mumlání a křik, sbor, trombón
- dechové kvinteto (7)
  - Jana Brejchová – flétna
  - Liběna Séquardtová – hoboj
  - Zbyněk Cícha – klarinet
  - Ivo Sládek – lesní roh
  - Ondřej Roskovec – fagot
- David Noll – Ensoniq Mirage (8), Yamaha DX7 (10)
- Miroslav Kejmar – křídlovka (10)

## Reedice
Album vyšlo digitálně remasterováno v roce 1995 v rámci Nerez antologie, mezi písničky Černá voda a Načerno byla ještě jako bonus zařazena píseň Světýlko (Zdeněk Vřešťál), nahraná v říjnu 1985 ve studiu "Jednota" Československého rozhlasu v Hradci Králové, která se nedostala na žádné řadové album Nerezu. Písnička byla nahraná ve složení Zdeněk Vřešťál – zpěv, kytara, Vít Sázavský – sbor, kytara, Zuzana Navarová – cymbals a Vladimír Vytiska – kontrabas.
Album vyšlo také v kolekci ...a bastafidli! (2007). U skladeb O samotě a Střemhlav II je v tomto vydání upravena stopáž, skladby na sebe totiž volně navazují a v kolekci ...a bastafidli! je předěl mezi nimi posunut.